# Yoshifumi Kondō
Yoshifumi Kondō (近藤 喜文 Kondō Yoshifumi?, Gosen, 31 de marzo de 1950– Tachikawa, 21 de enero de 1998) fue a animador japonés, destacando sus trabajos Studio Ghibli en sus últimos años. Nació en Gosen, Prefectura de Niigata, Japón. Trabajó como director de animación en Ana de lasTejas Verdes, Sherlock Hound, Majo no Takkyūbin, Recuerdos del ayer y La princesa Mononoke. Kondō dirigió la película animada Susurros del corazón, y se esperaba que se convirtiera en uno de los mejores directores de Studio Ghibli, junto a Hayao Miyazaki y Isao Takahata, y convertirse en su eventual sucesor.
Kondō murió de disección aórtica –alternadamente aneurisma– en 1998. Su muerte parece ser la razón principal para que Hayao Miyazaki  anunciase su jubilación en 1998, a pesar de que Miyazaki regresase más tarde a Studio Ghibli.

## Biografía
Nació en Gosen, prefectura de Niigata, Japón el 31 de marzo de 1950. Ingresó al instituto Prefectural Niigata Muramatsu en abril de 1965, donde fue un miembro del club de arte. Su senpai era el futuro mangaka Kimio Yanagisawa. En abril de 1968, se trasladó a Tokio después de graduarse del instituto, donde ingresó al departamento de animación de la Universidad de Diseño del Tokio. El 1 de octubre de 1968, empezó a trabajar en A Production (posteriormente conocido como Shin-Ei Animation), participando en la producción de series televisivas como Kyojin no Hoshi y Lupin III. Kondo se trasladó a Nippon Animación en junio de 1978, participando en la producción de series como Conan, el niño del futuro y Ana de las tejas verdes.
En 1978, fue coautor de un libro de texto para animadores principiantes llamado Libro de Animación  (アニメーションの本 Animēshon no Hon). Se incorporó a Telecom Animation Film el 16 de diciembre de 1980, donde trabajó como el diseñador de personajes para Sherlock Hound. El 16 de marzo de 1985, Kondō renunció a su puesto en Telecom Animation Film, y fue hospitalizado desde junio hasta agosto debido a un tipo de neumonía (自然気胸 shizen kikyō). Posteriormente se convirtió en un trabajador contratado para Nippon Animation y se mudó a Studio Ghibli en enero de 1987. En 1995 hace su debut de director con la película Susurros del corazón. 
El 21 de enero de 1998,  murió de forma repentina de una disección aórtica en el Hospital de Ciudad Tachikawa en Tokio a la edad de 47 años. Los médicos dijeron que el aneurisma había sido provocado por exceso de trabajo.

## Filmografía
Listado por orden cronológico.

### Décadas de 1960 y 1970
- Kyojin no Hoshi (30 de marzo de 1968 hasta el 18 de septiembre de 1971) (animación de cuadros intermedios, animación de cuadros clave)
- Lupin III (24 de octubre de 1971 hasta el 26 de marzo de 1972) (animación clave de la apertura, animación clave)
- Dokonjou Gaeru (7 de octubre de 1972 hasta 28 de septiembre de1974) (animación clave, director de animación)
- Panda Kopanda (17 de diciembre de 1972) (animación clave)
- Panda Kopanda: Amefuri Circus no Maki (17 de marzo de 1973) (animación clave)
- Hajime Ningen Gyātoruzu (5 de octubre de 1974 al 27 de marzo de 1976) (animación clave)
- Ganba no Bouken (7 de abril de 1975 al 29 de septiembre de 1975) (animación clave)
- Ganso Tensai Bakabon (6 de octubre de 1975 al 26 de septiembre de 1977) (animación clave)
- Manga Sekai Mukashi Banashi (7 de octubre de 1976 al 28 de marzo de 1979) (producción, diseño de personajes, animación clave, fondos)
- Sougen Ningún Ko Tenguri (1977) (animación clave)
- Mena ha Teppai (12 de septiembre de 1977 al 27 de marzo de 1978) (continuidad, animación clave)
- Mirai Shōnen Konan (4 de abril de 1978 al 31 de octubre de 1978) (animación clave)
- Ana de las tejas verdes (7 de enero de 1979 al 30 de diciembre de 1979) (animación clave, director de animación, diseñador de carácter)

### Década de 1980
- Las aventuras de Tom Sawyer (6 de enero de 1980 26 de diciembre de 1980) (animación clave, director de animación)
- Sugata Sanshirō (8 de junio de 1981) (animación clave)
- Little Nemo: Adventures in Slumberland (trabajo en la preproducción desde 1982 a 1984, pero no estrenó hasta que 1989) (storyboards, director de película piloto, director general, preproducción)
- Sherlock Hound (6 de noviembre de 1984 al 20 de mayo de 1985) (director de animación, diseñador de personajes en episodios 1-13)
- The Blinkins (1985) (diseñador de personajes)
- Los Wuzzles (1985) (director de animación, animación clave)
- Pollyanna (5 de enero de 1986 al 28 de diciembre de 1986) (animación clave)
- Mujercitas (11 de enero de 1987 hasta el 27 de diciembre de 1987) (diseñador de personajes, animación clave)
- La tumba de las luciérnagas (16 abril de1988) (storyboards, diseñador de personajes, director de animación)
- Majo_no_Takkyūbin (29 de julio de 1989) (arte de concepto, director de animación)

### Década de 1990
- Recuerdos del ayer (20 de julio de1991) (director de animación, diseñador de personajes)
- Porco Rosso (18 de julio de 1992) (animación clave)
- Sorairo noTane (1992) (producción, animación clave)
- Puedo escuchar el mar (25 de diciembre de 1993) (animación clave)
- Pompoko (16 de julio de 1994) (animación clave)
- Susurros del corazón (15 de julio de 1995) (director)
- La princesa Mononoke (12 de julio de 1997) (director de animación, diseñador de personajes)